# جان سی یانگ (کشیش)
جان کلارک یانگ (زاده ۱۲ اوت ۱۸۰۳ – درگذشته ۲۳ ژوئن ۱۸۵۷) یک مربی و کشیش آمریکایی بود که چهارمین رئیس سنتر کالج در دانویل، کنتاکی بود. او که فارغ‌التحصیل دانشکده دیکنسون و مدرسه علمیه پرینستون بود، او در سال ۱۸۲۸ وارد وزارت در لکسینگتون، کنتاکی شد. جان ریاست دانشکده سنتر را در سال ۱۸۳۰ قبول کرد و تا هنگام مرگش در سال ۱۸۵۷ این جایگاه را حفظ کرد و او را به طولانی‌ترین رئیس‌جمهور در تاریخ دانشکده تبدیل کرد.
یانگ در سال ۱۸۳۴ به نصیحت خودش ادامه داد و در سال ۱۸۳۴ کشیشی کلیسای پرسبیتریان دانویل را قبول کرد و در سال ۱۸۵۲ دومین کلیسای پروتستان را در دانویل پایه‌گذاری نمود. جان یکی از گروه گرامی کلیسا بود و در سال ۱۸۵۳ به عنوان مدیر مجمع عمومی کلیسای پروتستان منصوب شد.
یانگ تا کنون همنام چندین جنبه از دانشکده می‌باشد، از قبیل یانگ هال و برنامه دانشمندان جوان جان سی. جان پدر ویلیام سی یانگ بود که بعد از آن ویلیام به عنوان هشتمین رئیس مرکز منصوب شد.

## دوران جوانی و تحصیلات
یانگ در روز ۱۲ اوت ۱۸۰۳ در گرین‌کاسل، پنسیلوانیا، متولد شد. جان کوچک‌ترین فرزند خانواده و تنهاترین پسر بود. از آنجایی که پدرش در حالی که جان هنوز نوزاد بود درگذشت، و بعد از درگذشت پدرش جان تقریباً به شکل کامل توسط مادرش رشد پیدا کرد و در خانه توسط پدربزرگش جورج کلارک تعلیم‌هایی را آموخت.

## زندگی شخصی و درگذشت

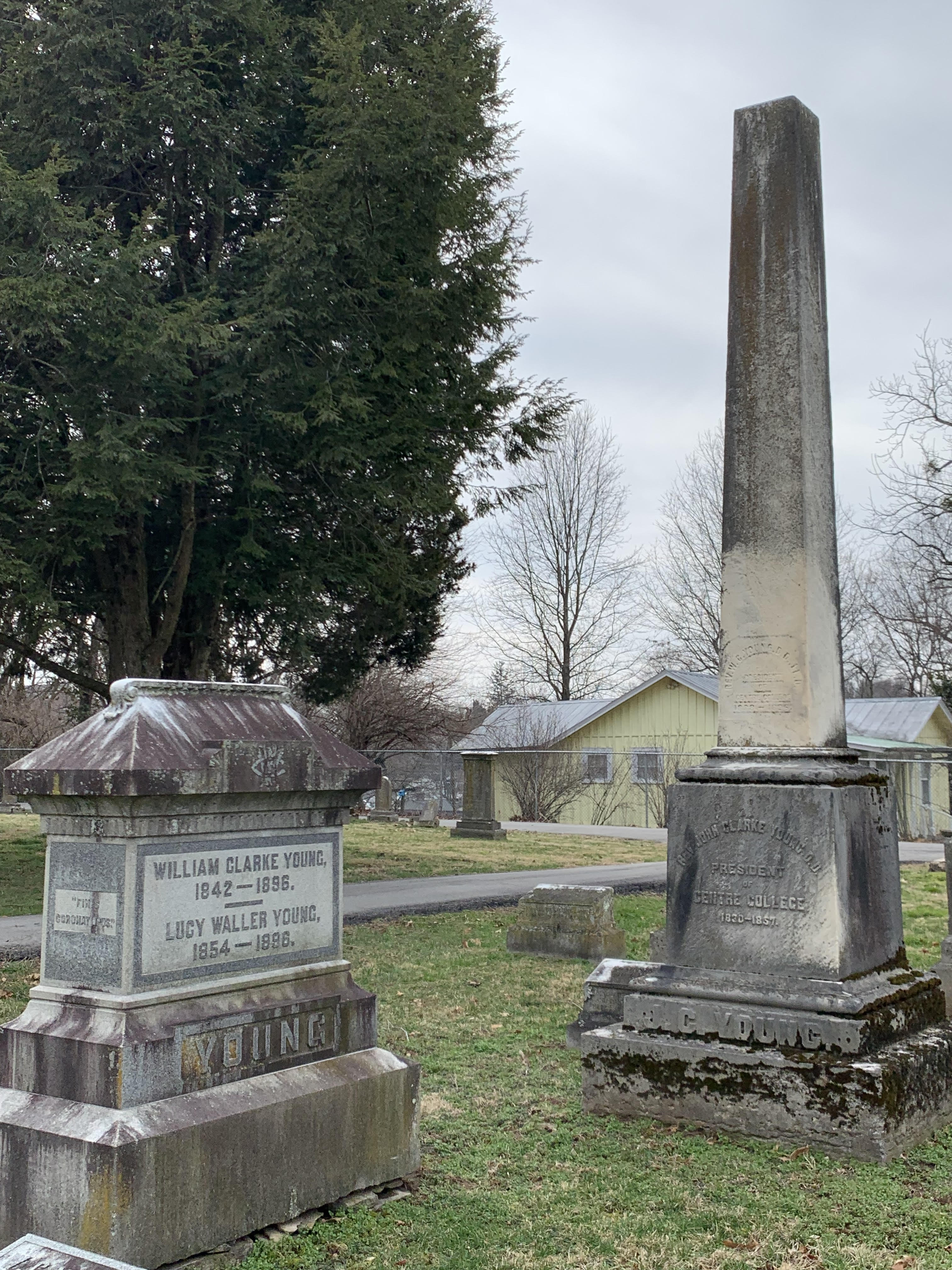
آرامگاه یانگ (سمت راست) و در کنار آرامگاه او پسرش، ویلیام در آن مکان آرام گرفته‌است، قبرستان بلوو در دنویل

یانگ با فرانسیس برکینریج، خواهر فارغ‌التحصیل دانشکده مرکز و بعد از آن معاون رئیس‌جمهور جان سی. برکینیج ازدواج کرد. و سرانجام در روز ۳ نوامبر ۱۸۲۹. این زوج در سال‌های ۱۸۳۱ و ۱۸۳۷ صاحب چهار دختر شدند. پس از درگذشت فرانسیس در تاریخ ۲ نوامبر ۱۸۳۷، یانگ در سال ۱۸۳۹ با کورنلیا کریتندن، دختر فرماندار جان جی. کریتندن ازدواج نمود. این زوج تا زمان مرگ پدر زنش یعنی جان جی. کریتندن ازدواج کردند. و سرانجام این زوج میان سال‌های ۱۸۴۱ تا ۱۸۴۹ صاحب شش فرزند شدند،  از قبیل فرزندان آنان ویلیام سی یانگ بود که در سال ۱۸۵۹ از دانشکده مرکز فارغ‌التحصیل شد و بعد از آن در سال ۱۸۸۸ به عنوان هشتمین رئیس دانشکده مرکز انتخاب گردید.